# Dugonoga guska
Dugonoga guska (svrakolika guska, crno-bijela guska, lat. lat. Anseranas semipalmata) je jedina vrsta iz porodice ptica Anseranatidae. 

## Opis
Duga je oko 90 cm. Crno-bijele je boje, a noge su joj žućkaste. Stopala su joj djelomično povezana. Mitari se postupno. Jako je glasna. Mužjaci su veći od ženki. Ženka obično snese 5-14 jaja. 

## Evolucija
Evolucijski je povezana s pticom Vegavis iaai koja je živjela u kasnoj kredi prije oko 68-67 milijuna godina, te rodom Anatalavis koji je također postojao u tom razdoblju. 

## Rasprostranjenost i stanište
Živi u savanama sjeverne Australije i istočne Nove Gvineje. Ova ptica nije jako ugrožena vrsta. Prijetnja su joj uništavanje staništa i lov. 